# Пыляев, Михаил Иванович
Михаи́л Ива́нович Пыля́ев (1 [13] января 1842, Гдов, Санкт-Петербургская губерния — 3 [15] февраля 1899, Санкт-Петербург) — русский писатель, журналист и краевед, собиравший занимательные истории и анекдоты XVIII — первой половины XIX веков.

## Биография
Родился 1 (13) января 1842 года в Гдове в купеческой семье. У его отца был парфюмерный магазин в Гостином дворе Санкт-Петербурга. Пыляев учился в Реформатском училище в Санкт-Петербурге, слушал лекции в Харьковском университете, а также в университетах Европы.
Посетил Кавказ, Турцию, Египет. С середины 1860-х годов начал печатать свои статьи об искусстве.
Благодаря знакомству с Василием Степановичем Курочкиным, начал печататься в «Искре», затем в «Сыне отечества», «Петербургском листке», «Суфлере», «Петербургской Газете», «Театральном мирке», «Труде», «Севере», «Московском Листке», «Всемирной Иллюстрации» и др. Интересовался театральной жизнью, был автором многочисленных статей по истории театра и отчётов о художественных выставках. Ряд статей были написаны Пыляевым для «Исторического вестника» .
С 1879 года Пыляев работал в «Новом времени», где поместил ряд фельетонов о петербургской старине, затем выпущенных Алексеем Сергеевичем Сувориным в виде отдельных изданий. В своих работах использовал документы из частных архивов (в настоящее время большей частью утраченных) и свидетельства старожилов.
В Петербурге жил на набережной реки Фонтанки в доме № 22, на стене которого установлена мемориальная доска с надписью: «Михаил Иванович Пыляев (1842—1899), историк, краевед Петербурга, жил в этом доме».
Умер 3 (15) февраля 1899 года, был похоронен на Митрофаниевском кладбище Санкт-Петербурга, в 1930-х годах захоронение было перенесено на Литераторские мостки.

## Основные работы
- Драгоценные камни, их свойства, местонахождения и употребления (СПб., Минералогическое Общество, 1877; 3-е илл. изд., 1896).
- Старый Петербург. Рассказы из былой жизни столицы (СПб., изд-во А. С. Суворина, 1887; 3-е изд., 1888).
- Забытое прошлое окрестностей Петербурга (СПб., изд-во А. С. Суворина, 1889)., 550 с.
- Столетие собора Александро-Невской лавры // Исторический вестник, 1890. — Т. 41. — № 8. — С. 400—408.
- Старая Москва: Рассказы из былой жизни первопрестольной столицы (СПб., изд-во А. С. Суворина, 1891).
- Старое житье: Очерки и рассказы бывших в отшедшее время обрядах, обычаях и порядках в устройстве домашней и общественной жизни (СПб., тип. А. С. Суворина, 1892).
- Замечательные чудаки и  оригиналы (СПб., Издание А. С. Суворина 1898).

### Переиздания работ
- Драгоценные камни: Их свойства, местонахождения и употребление. Репринт. воспроизведение изд. 1888 г. — М.: СП "Х.Г.С.", 1990. — 403 с.
- Забытое прошлое окрестностей Петербурга (издание с дополнениями М. И. Пыляева, научным комментарием, полным именным указателем, аннотированными иллюстрациями) // сост. В. А. Витязева, О. В. Миллер; науч. ред. В. А. Витязева. — СПб: Лениздат, 1996. — 669 с. — ISBN 5-289-01736-4
- Старое житье; Замечательные чудаки и оригиналы; [Вступ. ст. А. А. Алексеева]. — СПб.: Паритет, 2003. — 654 с. — ISBN 5-93437-139-8.
- Старый Петербург; Забытое прошлое окрестностей Петербурга; Старая Москва. — М.: Альфа-книга, 2015. — 1277 с. — ISBN 978-5-9922-2076-6.